# Розамунда
„Розамунда” је југословенски кратки филм из 1972. године. Режирао га је Зоран Јовановић  који је написао и сценарио.

## Улоге
| Глумац             | Улога |
| ------------------ | ----- |
| Слободан Алигрудић |       |
| Мелита Бихали      |       |
| Никола Јовановић   |       |
| Михајло Павићевић  |       |